# Makary Wielki Egipski
Makary Wielki Egipski, Makary Starszy, cs. Priepodobnyj Makarij Wielikij, Jegipietskij (ur. ok. 300 w Górnym Egipcie, zm. ok. 390 w Skete) – chrześcijański mnich, uważany za jednego z ojców egipskiego monastycyzmu, święty katolicki i prawosławny.

## Żywot świętego
Urodził się w pobożnej i biednej rodzinie. W młodości będąc pasterzem, pragnął zostać mnichem, lecz rodzice zmusili go do ożenku. Po śmierci żony i rodziców, Makary, zgodnie z radą pustelnika, zamieszkał na pustyni w skicie. Mając czterdzieści lat został powołany na prezbitera. Żyjąc w poście i modlitwie miał otrzymać dar proroczy oraz zdolność czynienia cudów. Pielgrzymi przebywali często wielkie odległości, aby otrzymać od niego poradę. Za walkę z arianizmem Makarego zesłano na jedną z egipskich wysp, gdzie miał nawrócić wszystkich mieszkańców wyspy na chrześcijaństwo, dzięki czemu pozwolono mu wrócić na pustynię. Zmarł około 390 na pustyni w swojej pustelni Sketis. 
Z uwagi na mądrość i świętość życia Makarego nazwano go "Wielkim". Pozostawił po sobie siedem pouczeń, dwa listy i pięćdziesiąt homilii, w których przedstawił m.in. naukę o łasce Bożej. 
W ikonografii przedstawiany jest jako sędziwy mnich w czarnym habicie, z brodą i siwymi włosami. W lewej dłoni trzyma zwinięty zwój, często w prawej pojawia się krzyż. 
Nierzadko święty przedstawiany jest w inny charakterystyczny sposób: odziany w skóry mężczyzna, z włosami do pasa i sięgającą kolan brodą. W tym ujęciu ma obie dłonie złożone w geście modlitewnym.
Św. Makary uważany jest za patrona wyganiającego złe moce. 
Wspomnienie liturgiczne w Cerkwi prawosławnej obchodzone jest 19 stycznia/1 lutego, tj. 1 lutego według kalendarza gregoriańskiego. Wierni Kościoła Katolickiego czczą św. Makarego Wielkiego, opata 2 i 15 stycznia.